# Psychopsis sanderae
Psychopsis sanderae är en orkidéart som först beskrevs av Robert Allen Rolfe, och fick sitt nu gällande namn av Emil Lückel och Guido Jozef Braem. Psychopsis sanderae ingår i släktet Psychopsis och familjen orkidéer. Inga underarter finns listade i Catalogue of Life.